# Katia Chiari
Katia Chiari (Panamá, 1969), Bachiller en Ciencias, Letras y Filosofía, es una poetisa panameña.
Es voluntaria en la organización de ferias y festivales culturales, y creadora y organizadora de importantes eventos culturales del país, destacándose entre ellas El Perote de las Musas, evento anual realizado en Santo Domingo de las Tablas, provincia de Los Santos, Panamá.

## Premios
Katia Chiari ha sido galardonada con los siguientes premios y menciones:
- "Tripalium", Premio Esther María Osses 2007.
- "Más allá de tu humedad", Premio Esther María Osses 2003.
- "Fotos, recortes, poemas, recibos y una que otra confesión", Mención de Honor en el Concurso Nacional de Poesía "Gustavo Batista Cedeño" 2003.
- "Aguaspiedras", Premio León A. Soto 2001.
- "Lagartijas y Estrellas”, Premio del Concurso Nacional de Poesía "Gustavo Batista Cedeño" 1999.

## Publicaciones
Entre sus obras publicadas encontramos:
- "Paredísticos" (La Propia Cartonera, Uruguay, 2010)
- "Tripalium" (Universal Books, Panamá, 2009)
- "Fotos, recortes, poemas, recibos y una que otra confesión" (Editorial Mariano Arosemena, Instituto Nacional de Cultura, Panamá, 2003)
- "Aguaspiedras" (Editorial Mariano Arosemena, Instituto Nacional de Cultura, Panamá, 2003)
- "Lagartijas y estrellas" (Editorial Mariano Arosemena, Instituto Nacional de Cultura, Panamá, 2000).